# ستان ماك إيوان
ستان ماك إيوان (بالإنجليزية: Stan McEwan)‏ (8 يونيو 1957 في المملكة المتحدة - ) هو لاعب كرة قدم بريطاني في مركز الدفاع. لعب مع نادي إكزتر سيتي ونادي بلاكبول ونادي هارتلبول يونايتد وهال سيتي وويغان أتلتيك ونادي بوسطن يونايتد.